# Эдесеос
Эдесе́ос (греч. Εδεσσαίος), также Водас (Βόδας ή Άγρας) — река в Греции, в западной части периферийной единицы Пела в периферии Центральная Македония. Длина 29 километров, площадь водосбора 282 квадратных километров. Течёт с юго-западных склонов гор Ворас, к северо-востоку от озера Вегоритис, стоком которого река пополняется через подземный сток и канал у деревни Арниса. Течёт на восток к городу Эдеса через ущелье между горами Ворас и Вермион, на выходе из ущелья расположена гидроэлектростанция Аграс. Затем течёт через Эдесу, где на реке расположены известные водопады и водяные колеса фабрик. Далее река течёт по Салоникской равнине на восток и в области малого города Скидра входит в канал 66, где впадает в реку Могленицас, которая по каналу впадает в Альякмон.

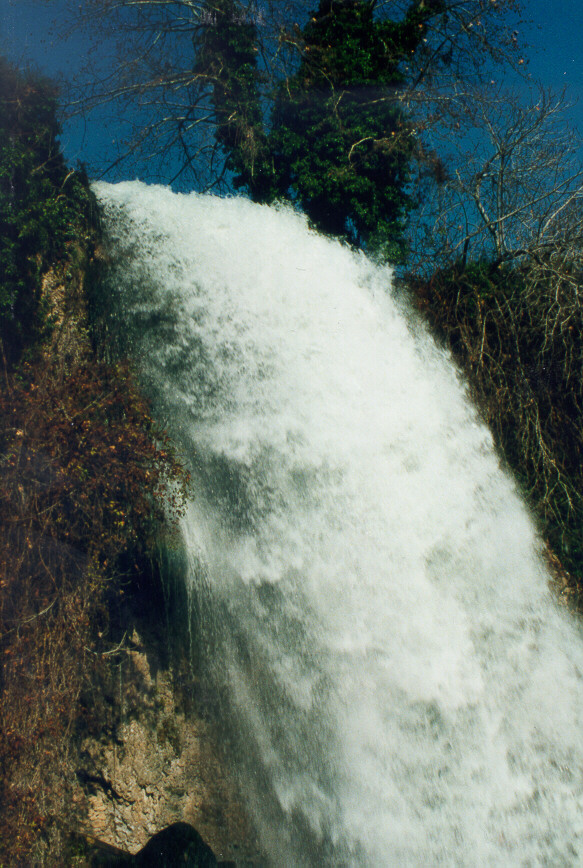
Водопад в городе Эдеса
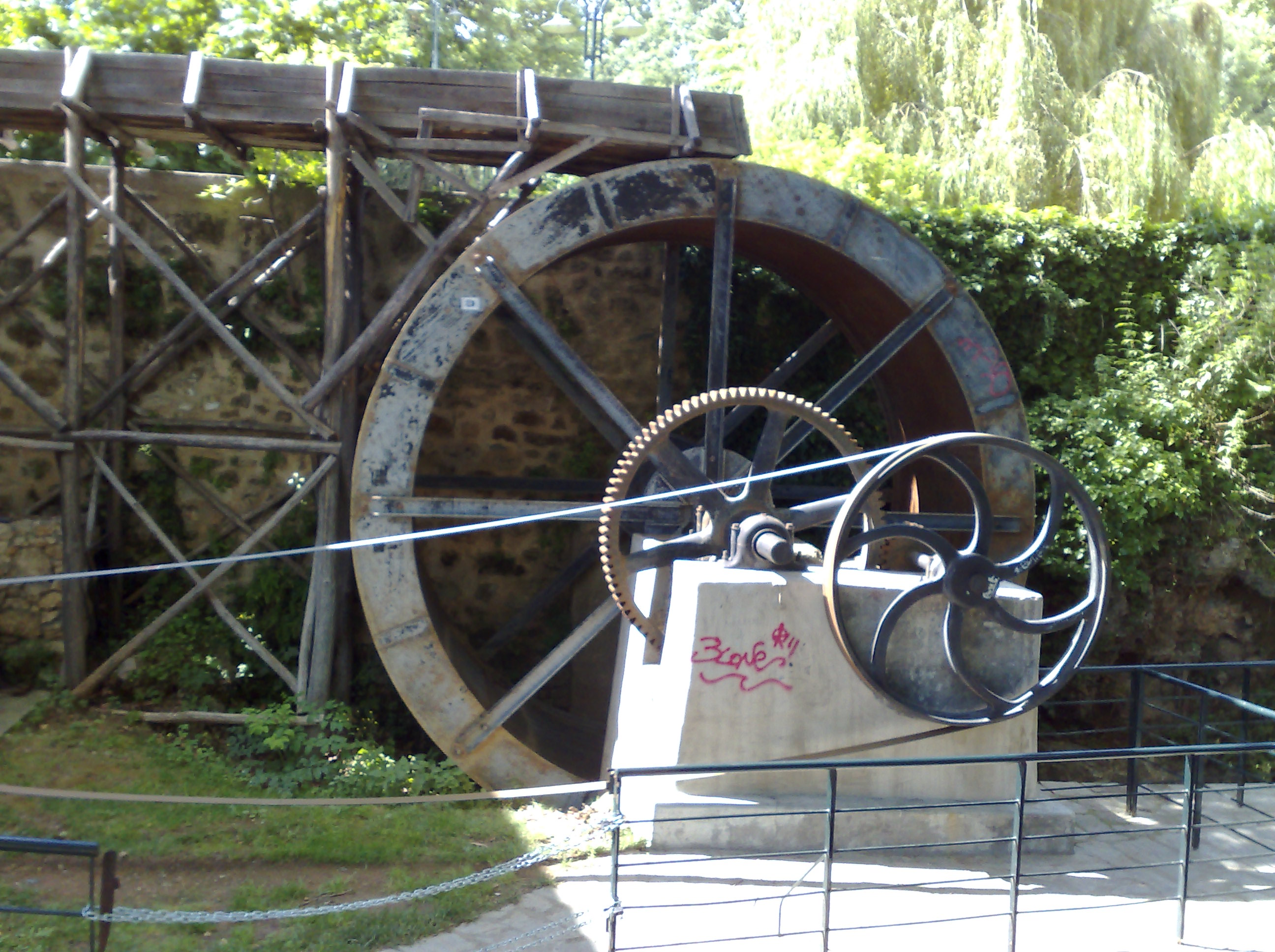
Водяное колесо в городе Эдеса
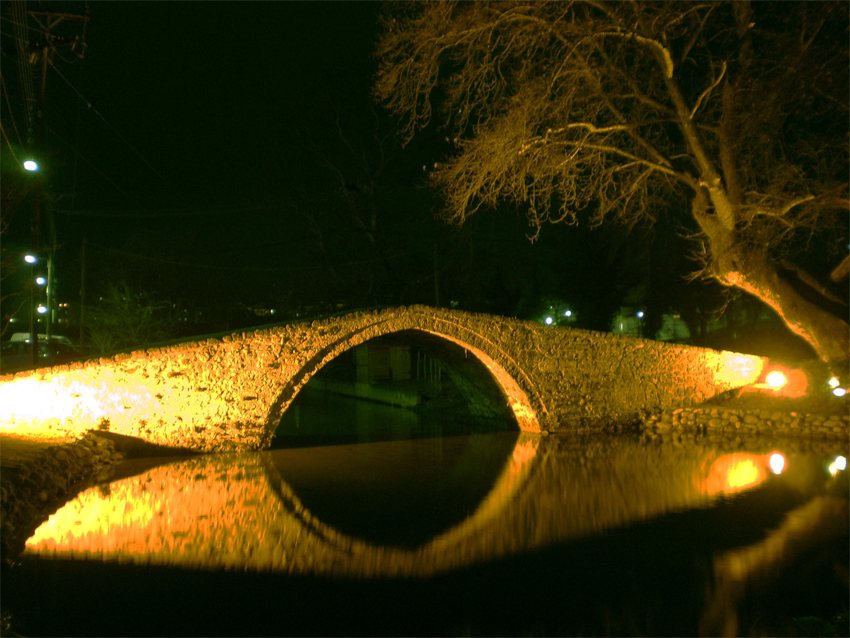
Византийский мост «Киупри» в городе Эдеса
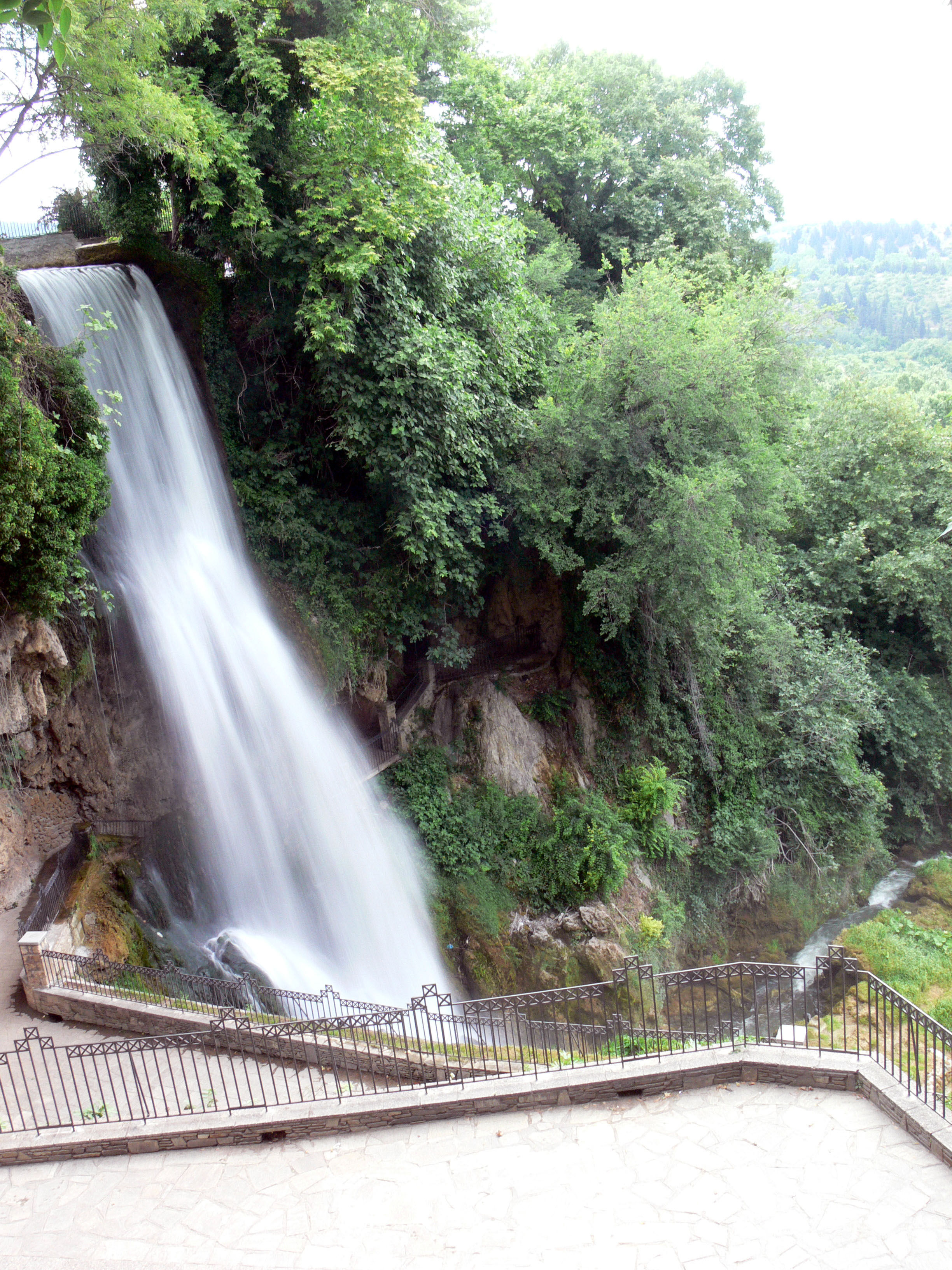
Водопад в городе Эдеса